# Anomalie adevărată

Diagramă reprezentând anomalia medie M, anomalia excentrică E şi anomalia adevarată, pe orbită şi pe cercul auxiliar

Anomalia adevărată este unul din cei trei parametri unghiulari ce caracterizează mișcarea pe o orbită închisă. Se raportează la un cerc tangent cu orbita închisă într-un punct. 

## Formule

### Din anomalia excentrică
Relatia dintre anomalia adevărată {\displaystyle \,\nu }  și cea excentrică E este: 
{\displaystyle \cos {\nu }={{\cos {E}-e} \over {1-e\cdot \cos {E}}}}
ori echivalent
{\displaystyle \tan {\nu  \over 2}={\sqrt {{1+e} \over {1-e}}}\tan {E \over 2}.}
așadar 
{\displaystyle \nu =2\,\mathop {\mathrm {arg} } \left({\sqrt {1-e}}\,\cos {\frac {E}{2}},{\sqrt {1+e}}\sin {\frac {E}{2}}\right)}
unde {\displaystyle \operatorname {arg} (x,y)} argumentul polar al vectorului {\displaystyle \left(x,y\right)}